# Чјерни Брод
Чјерни Брод (слч. Čierny Brod) насељено је мјесто са административним статусом сеоске општине (слч. obec) у округу Галанта, у Трнавском крају, Словачка Република.

## Становништво
| Година:    | 1994. | 2004.   | 2014.   | 2024.   |
| ---------- | ----- | ------- | ------- | ------- |
| Број људи: | 1526  | 1559    | 1605    | 1620    |
| Разлика:   |       | +2,16 % | +2,95 % | +0,93 % |

| Година:    | 2023. | 2024.   |
| ---------- | ----- | ------- |
| Број људи: | 1627  | 1620    |
| Разлика:   |       | -0,43 % |

Према подацима о броју становника из 2011. године насеље је имало 1.593 становника.